# Meneltarma
El Meneltarma, que en la lengua élfica significa «Pilar del Cielo», era una montaña alta y escarpada ubicada en la isla de Númenor, en cuya plana cumbre se hallaba el santuario dedicado a Eru Ilúvatar. Se ubicaba en el corazón de la isla y era allí el único templo o santuario. Al pie de la montaña estaban las tumbas de los reyes de Númenor, y en otra colina muy cercana se alzaba Armenelos, la ciudad más hermosa del país Dúnedain.
Tras el reinado de Tar-Ancalimon los hombres de Númenor rara vez viajaban al templo de Meneltarma, por lo que el favor de Eru disminuía. Más tarde, luego de haber accedido al poder, Tar-Palantir dio paz al conflictivo estado del país provocado durante el reinado de Ar-Gimilzôr y posteriormente de su hijo, Gimilkhâd, y regularizó el culto a Eru.
Al morir, Tar-Palantir no tenía hijos sino solo una hija, Míriel, quien desposó a Ar-Pharazôn (Tar-Calion, en lengua élfica) contra su propia voluntad.

## La desobediencia que generó la caída
Cuando Tar-Calion se enteró de la influencia de Sauron en la Tierra Media, un deseo de poder le sobrevino y pronto se embarcó a encontrarse con este nuevo enemigo, sin pedir consejo a la autoridad de los Valar. Desembarcó en los puertos de Umbar y se internó en el Cercano Harad, hasta llegar a la cima de una colina, donde montó un campamento con su enorme hueste. Desde allí envió heraldos a la fortaleza de Barad-dûr, hogar de Sauron, y le obligó a presentarse ante él y prestarle juramento. Sauron acudió, humillándose ante el rey númenóreano, pues el ejército de los hombres parecía invencible. Pero Sauron no tardó en envenenar la mente de Tar-Calion, y regresó a Númenor con Sauron como rehén. Pronto fue influido para reemplazar la adoración a Ilúvatar por la adoración de Melkor, el primer Señor Oscuro y Enemigo del Mundo.
La voluntad de Sauron llegó a sentirse en todo Númenor, hasta el punto de hacer que los hombres deseasen el poder de los valar y la inmortalidad de los elfos, volcando sus ambiciones en la sagrada tierra de Aman, a la que pensaban dirigirse con una flota. Como castigo impuesto por Eru, un gran tsunami devastó la zona. Los hombres, a excepción de los llamados "fieles" perecieron en la isla, la cual fue hundida para siempre, como se cuenta en el Akallabêth.
- Datos: Q1451024